# Prosopidastrum mexicanum
Prosopidastrum mexicanum là một loài thực vật có hoa trong họ Đậu. Loài này được (Dressler) Burkart miêu tả khoa học đầu tiên.